# Григор'єв Олександр Олександрович
Олександр Олександрович Григор'єв (1983, Литовська РСР, СРСР — 28 лютого 2022, с. Макарів Бучанський район Київська область) — полковник, військовий льотчик-штурман, начальник служби безпеки польотів 16 ОБрАА Збройних сил України. Учасник АТО/ООС, досвідчений льотчик-інструктор. Брав участь у звільненні Києва під час російського вторгнення в Україну.

## Біографія
Син військовослужбовця, який був зв'язківцем на літаках Іл. Спочатку родина, у якій є ще старша сестра, мешкала у Литві, після того переїхала у Мелітополь, де Олександр й пішов до школи.
Навчався в Харківському національному університеті Повітряних Сил імені Івана Кожедуба. Під час навчання познайомився з майбутньою дружиною.
Після закінчення навчання був розподілений у 16 ОБрАА, що базувалася у місті Броди, Львівська область.
Невдовзі після цього одружився.
2010 року в родині народився син Максим.
Брав участь у миротворчих місіях у Ліберії та Конго, був інструктором. Один з небагатьох українських вертолітників, хто виконував посадку у кратер вулкана Ньямлагіра в Республіці Конго.
З 2014 року в зоні АТО/ООС евакуйовував поранених військовослужбовців та цивільних.
Був великим шанувальником Формули-1, тому й отримав прізвисько «Шумахер».
Після повномасштабного вторгнення рф в Україну, що почалося 24 лютого 2022 року, у складі екіпажу вертольота Мі-8 разом із побратимами вдень і вночі обстрілював колони ворога.
Загинув 28 лютого 2022 року в складі екіпажу вертольота Мі-8 разом з Дмитром Нестеруком та Василем Гнатюком під час виконання польотного бойового завдання з відбиття збройної агресії Російської Федерації. Поблизу населеного пункту Макарів Бучанського району Київської області у вертоліт влучила ворожа ракета. Зв'язок з екіпажем був втрачений. Лише після звільнення Київської області від загарбника вдалося забрати тіла наших захисників.
Похований у Бродах, на Львівщині.
19 січня 2024 року під час церемонії у Маріїнському палаці Президент України Володимир Зеленський вручив 30 сертифікатів на отримання квартир військовослужбовцям Сил оборони, яким присвоєно звання Героя України, та родинам полеглих Героїв; один із сертифікатів було вручено рідним полковника Олександра Григор’єва.

## Нагороди
- звання «Герой України» з удостоєнням ордена «Золота Зірка» (2022, посмертно) — за особисту мужність і героїзм, виявлені у захисті державного суверенітету та територіальної цілісності України, вірність військовій присязі[8].
- Медаль за 15 років сумлінної служби.
- Медаль «15 років Збройним Силам України».
- Нагрудний знак «Учасник АТО».
- Медаль «За сумлінну службу» II ступеня.
- Нагрудний знак Козацький хрест I ступеня.
- Нагрудний знак МОУ.
- Нагрудний знак «За зразкову службу».

## Родина
В Олександра залишилася дружина та син.

## Вшанування
1 липня 2022 року Експертна група з перейменувань Київської міської ради рекомендувала перейменувати вулиця Червону на вулицю Олександра Григор'єва.
Рішенням Бродівської міської ради від 3 листопада 2022 року на вшанування та увічнення пам'яті Героя України полковника Олександра Григор'єва перейменовано вулицю Володимира Короленка у місті Броди.